# Paronychocamptus curticaudatus
Paronychocamptus curticaudatus är en kräftdjursart som beskrevs av Boeck. Paronychocamptus curticaudatus ingår i släktet Paronychocamptus och familjen Laophontidae. Arten är reproducerande i Sverige. Inga underarter finns listade i Catalogue of Life.